# Smiths Group
Smiths Group ist ein britisches, börsennotiertes Maschinenbauunternehmen mit Sitz in London.

## Geschichte
Das Unternehmen wurde 1851 durch Samuel Smith als Familienbetrieb gegründet. Durch die Fusion mit dem Unternehmen TI Group, plc. vergrößerte sich das Unternehmen 2000 sehr stark. Der Geschäftsbereich mit Flugzeugteilen wurde 2007 an GE Aviation verkauft.